# Saint-Just (Dordogne)
Saint-Just település Franciaországban, Dordogne megyében. Lakosainak száma 145 fő (2022. január 1.). Saint-Just Paussac-et-Saint-Vivien, Grand-Brassac, Chapdeuil, Mareuil en Périgord és La Tour-Blanche-Cercles községekkel határos.

## Népesség
A település népessége az elmúlt években az alábbi módon változott:
| Lakosok száma | 207  | 175  | 138  | 133  | 124  | 125  | 136  | 144  | 146  | 145  |
|               | 1968 | 1982 | 1990 | 2006 | 2013 | 2015 | 2017 | 2019 | 2020 | 2022 |